# Attila Fekete
Attila Fekete (Halmeu, Rumanía, 24 de enero de 1974) es un deportista húngaro que compitió en esgrima, especialista en la modalidad de espada.
Ganó cuatro medallas en el Campeonato Mundial de Esgrima entre los años 1995 y 2001, y tres medallas en el Campeonato Europeo de Esgrima entre los años 1998 y 2006.
Participó en los Juegos Olímpicos de Sídney 2000, ocupando el séptimo lugar en la prueba por equipos y el 11.º en la individual.

## Palmarés internacional
| Campeonato Mundial | Campeonato Mundial        | Campeonato Mundial | Campeonato Mundial |
| Año                | Lugar                     | Medalla            | Prueba             |
| ------------------ | ------------------------- | ------------------ | ------------------ |
| 1995               | La Haya (Países Bajos)    | Medalla de bronce  | Espada por equipos |
| 1998               | La Chaux-de-Fonds (Suiza) | Medalla de oro     | Espada por equipos |
| 1998               | La Chaux-de-Fonds (Suiza) | Medalla de bronce  | Espada individual  |
| 2001               | Nimes (Francia)           | Medalla de oro     | Espada por equipos |
| Campeonato Europeo |                           |                    |                    |
| Año                | Lugar                     | Medalla            | Prueba             |
| 1998               | Plovdiv (Bulgaria)        | Medalla de oro     | Espada por equipos |
| 2005               | Zalaegerszeg (Hungría)    | Medalla de bronce  | Espada por equipos |
| 2006               | Esmirna (Turquía)         | Medalla de oro     | Espada por equipos |